# Pulo Kencana
Pulo Kencana is een bestuurslaag in het regentschap Serang van de provincie Banten, Indonesië. Pulo Kencana telt 3559 inwoners (volkstelling 2010).